# 28-Meter-Klasse der DGzRS
Die 28-Meter-Klasse ist die neueste Klasse von Seenotkreuzern (SK) der Deutschen Gesellschaft zur Rettung Schiffbrüchiger (DGzRS). Bisher sind sechs Schiffe dieses Typs im Dienst bei den deutschen Seenotrettern.

## Ausstattung
Beim Entwurf und Design der neuen Kreuzer standen die beiden in Dienst stehenden großen Kreuzer der 46-m- bzw. der 36,5-m-Klasse Pate. Wie bei allen Kreuzern der DGzRS liegt in ihrer Heckwanne ein Tochterboot (TB). Im Gegensatz zu den TB der großen Kreuzer sind dies keine Festrumpfschlauchboote, sondern konventionell gebaute Boote von 8,20 m Länge. Sie sind eine Weiterentwicklung der 8,18 m langen TB der beiden 'langen' Kreuzer der 27,5-m-Klasse.
Kreuzer und Tochterboot wurden als Selbstaufrichter konzipiert und aus seewasserbeständigem Aluminium gefertigt. Anders als die Vorgängertypen werden die Kreuzer von nur zwei Dieselmotoren und Propellern angetrieben und haben einen Fahrstand im vollständig geschlossenen Deckshaus. Beim Manövrieren hilft ein leistungsstarkes Bugstrahlruder (75 kW bei 1800/min).
Die technische Ausrüstung besteht im Wesentlichen aus:
- einer Feuerlöschpumpe mit einer Leistung von 220 m³/h,
- einem ferngesteuerten Monitor mit 80 m Wurfweite,
- einem Schlepphaken 7 t SWL mit dem zugehörigen Schleppleinengeschirr

Ansonsten wird die Standardausrüstung aller Seenotkreuzer für die Navigation und die SAR-Aufgaben auf See mitgeführt. Besonderer Augenmerk wurde auf eine umfassende Ausrüstung zur medizinischen Erstversorgung an Bord gelegt. Die Versorgung der Geretteten erfolgt nicht mehr in der Messe, sondern in einem speziellen Mehrzweckraum mit Bordhospital, das wie ein Landrettungswagen ausgestattet ist.
Wie bei den Vorgängerbaureihen besteht die Besatzung aus einer neunköpfigen Stammbesatzung. Von diesen stellen jeweils vier die permanente Seenotwache, die für 14 Tage an Bord lebt und dadurch jederzeit auslaufbereit ist.

## Geschichte
Die 28-m-Klasse wurde als Ersatz für die Kreuzer der 27,5-m-Klasse, der 23,3-m-Klasse und der 23,1-m-Klasse konzipiert.
Der Auftrag zum Bau der ersten drei Einheiten wurde im Oktober 2013 an die Fassmer-Werft in Berne vergeben. Im August 2018 folgte die zweite Beauftragung über weitere zwei Kreuzer an dieselbe Werft. Anfang 2019 wurde das bisher letzte Schiff dieses Typs bestellt.

## Die Schiffe

### Ernst Meier-Hedde

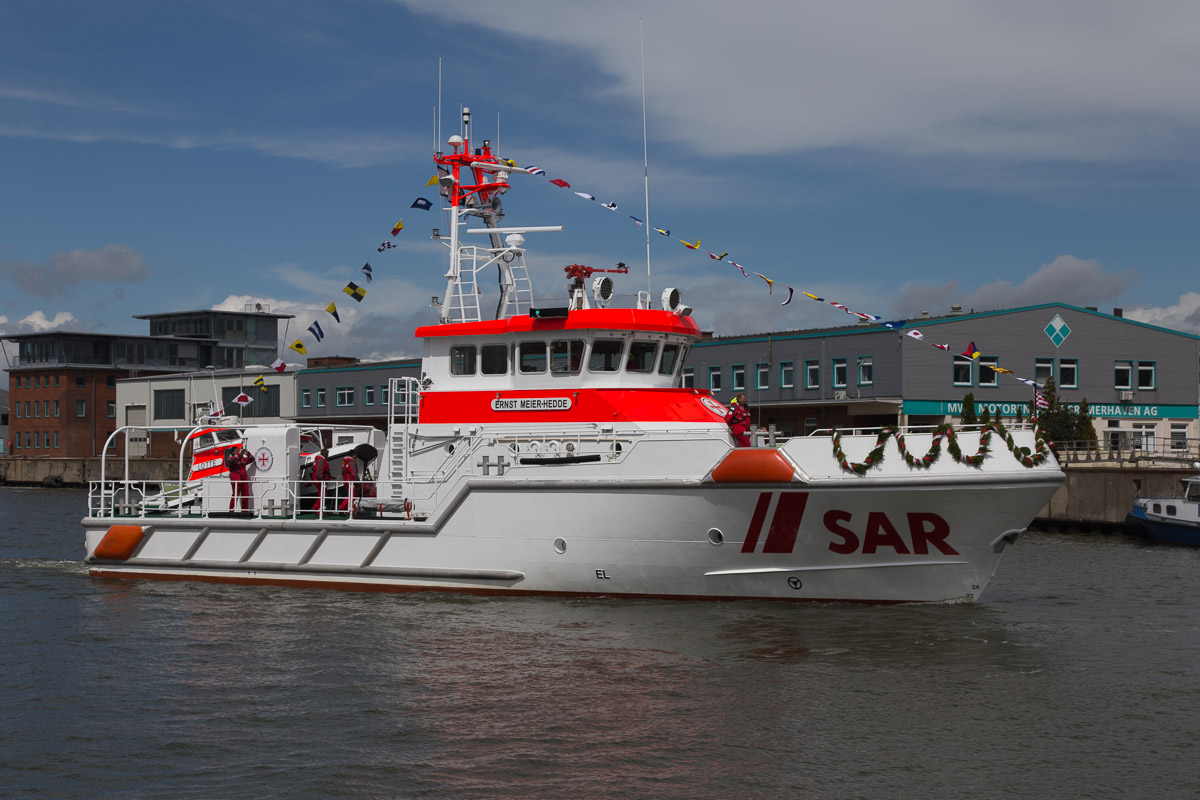
SK 35 Ernst Meier-Hedde

Das Typschiff dieser Klasse wurde am 26. Mai 2014 unter der DGzRS-internen Bezeichnung SK 35 (Werft-Nummer 13/1/1865) in Bardenfleth auf Kiel gelegt. Im Oktober 2014 war der Rohbau fertiggestellt und wurde kurzzeitig zu Wasser gelassen, um ihn auf der Weser nach Motzen zu verholen. Am 21. Januar 2015 konnten die beiden Hauptmaschinen eingebaut werden, die durch Spenden der Bremer Eiswette 2014 und 2015 finanziert wurden. Am 14. April 2015 wurde der Kreuzer erstmals nach dem Innenausbau zu Wasser gelassen. Die erste Probefahrt auf der Außenweser fand am 7. Mai 2015 statt.
Zum 150-jährigen Gründungsjubiläum der DGzRS am 30. Mai 2015 wurde der Kreuzer in Bremerhaven auf den Namen des ehemaligen DGzRS-Vorsitzers Ernst Meier-Hedde getauft und in Dienst gestellt. Taufpaten waren Karin Fahrenschon, Ehefrau von Georg Fahrenschon, Präsident des Deutschen Sparkassen- und Giroverbandes, und Nicole Keller, eine Enkelin Meier-Heddes. Das Tochterboot wurde zusammen mit dem Kreuzer getauft und erhielt den Namen Lotte nach dem Vornamen der Gattin von Meier-Hedde. Es hat die interne Bezeichnung TB 39.
Seit dem 20. Juni 2015 ist die Ernst Meier-Hedde auf der Station Amrum im Seezeichenhafen von Wittdün stationiert und ersetzt damit den Seenotkreuzer Vormann Leiss. Im Jahr 2020 erhielt das Schiff eine Generalüberholung bei Tamsen Maritim in Rostock. Im April 2024 wurde der Seenotkreuzer zur Fassmer Werft nach Bardenfleth gebracht um die gesamte Elektronik rundum zu erneuern.

### Berlin

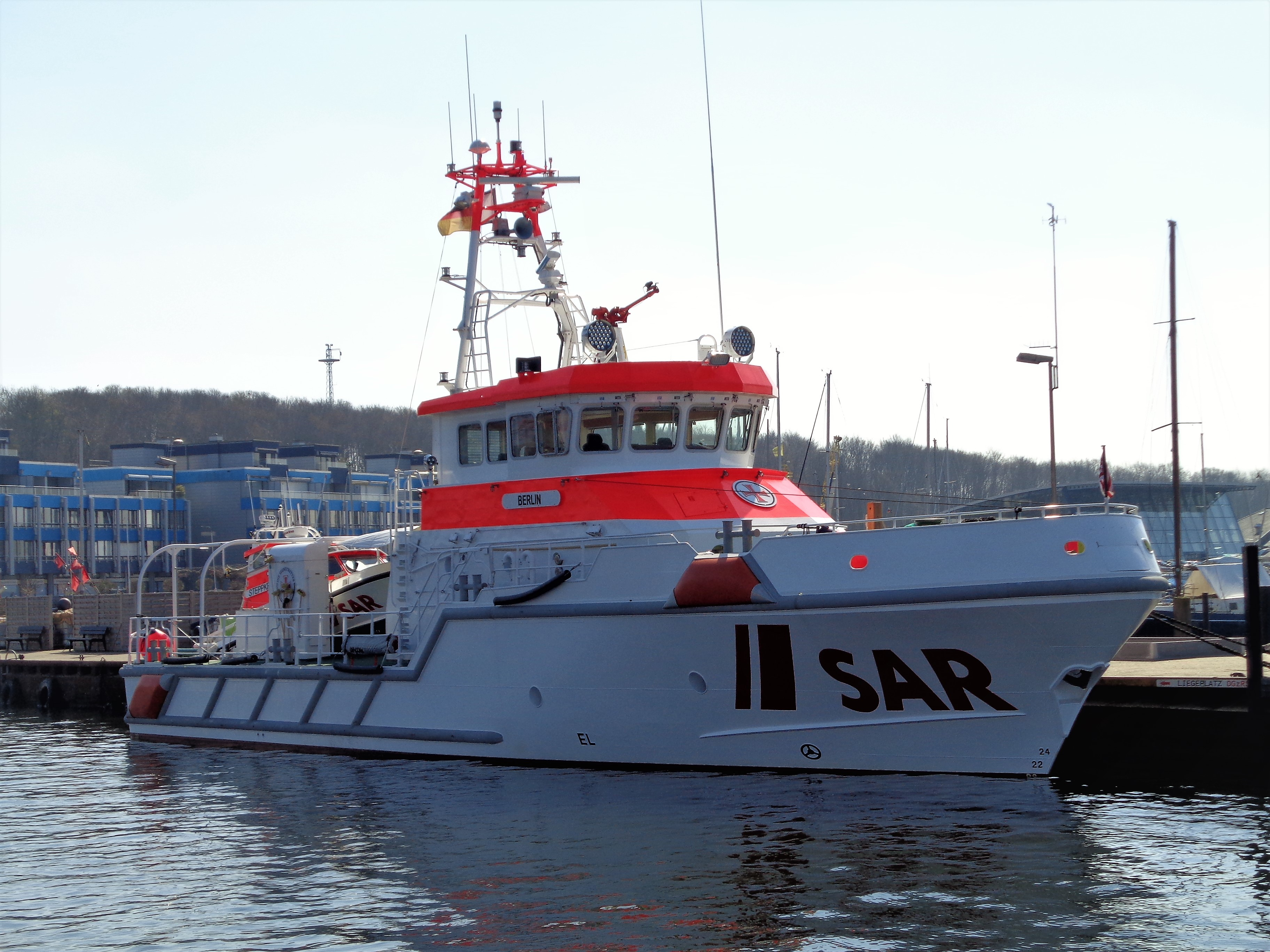
SK 36 Berlin

Die Kiellegung der Berlin fand am 21. Oktober 2015 in Bardenfleth statt (Werft-Nummer 13/1/1875). Im März 2016 wurde der Rohbau fertiggestellt und auf der Weser zur Fertigstellung nach Motzen verholt. Ende Juli 2016 wurden die beiden Motoren eingebaut. Am 24. Oktober 2016 wurde der Kreuzer zu Wasser gelassen. Am 22. November 2016 begannen die Testfahrten auf Weser und Außenweser.
Getauft wurde die Berlin am 17. Dezember 2016 durch die Schauspielerin Meret Becker in Bremen. Entgegen ihrer sonst üblichen Vorgehensweise hatte die DGzRS bereits vor dem Baubeginn den Namen des Kreuzers bekanntgegeben. Den Namen Berlin trugen schon verschiedene Schiffe und Boote der DGzRS. Dies soll die Verbundenheit der deutschen Hauptstadt mit der DGzRS würdigen. Das Tochterboot erhielt, wie bereits zuvor das Tochterboot der Berlin von 1985, den Namen Steppke. Die DGzRS-interne Bezeichnung des Kreuzers lautet SK 36, das Tochterboot hat die interne Bezeichnung TB 40.
Am 15. Januar 2017 wurde die Berlin auf der Station Laboe begeistert empfangen. Am 4. Februar 2017 wurde sie dort offiziell in Dienst gestellt und löste den gleichnamigen Kreuzer der 27,5-Meter-Klasse ab.

### Anneliese Kramer

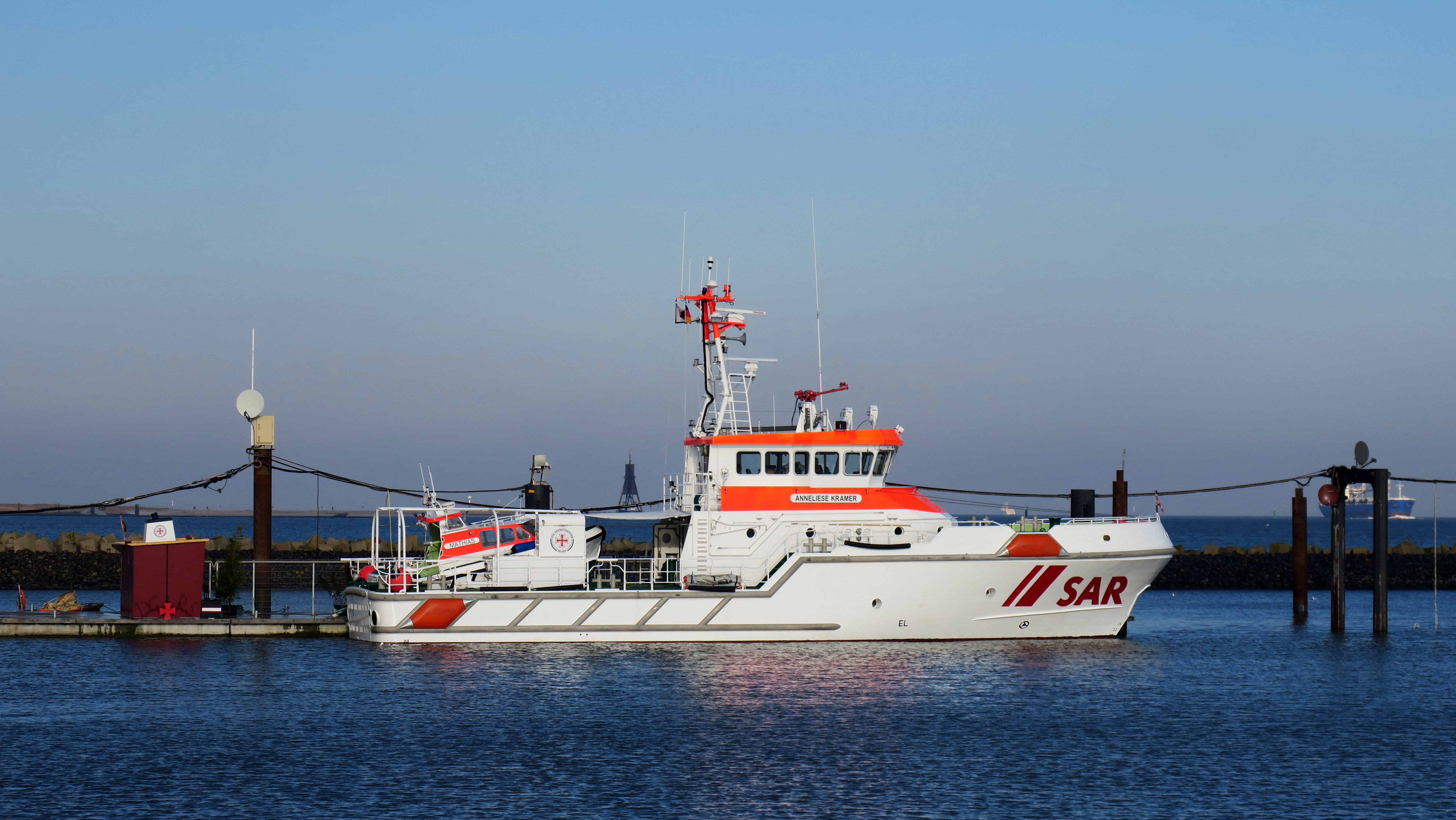
SK 37 Anneliese Kramer

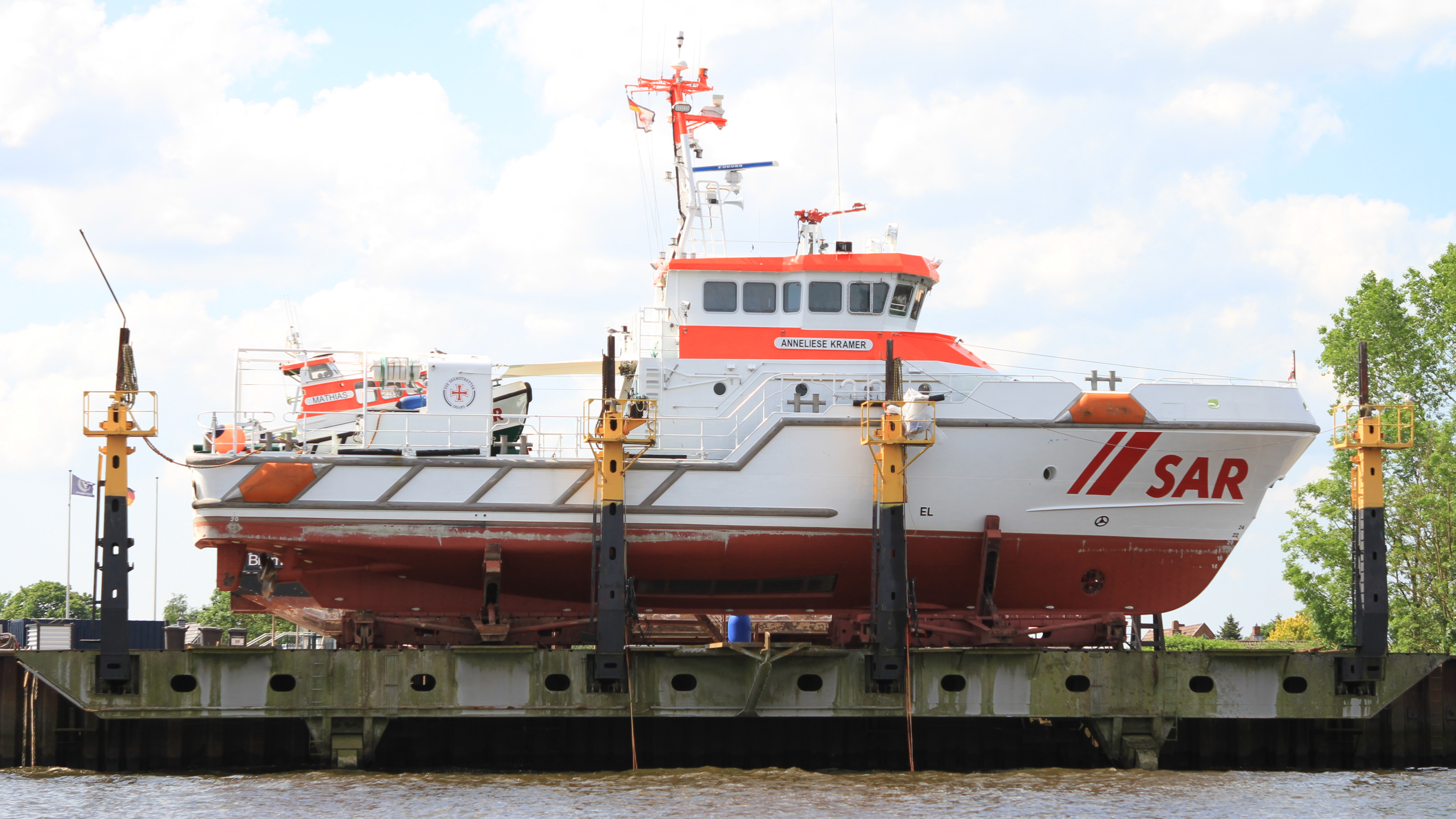
Die Anneliese Kramer auf dem Betriebsgelände der Fassmer Werft

Am 28. April 2016 wurde das dritte Schiff der Klasse unter dem Baunamen SK 37 (Werft-Nummer 13/1/1885) auf Kiel gelegt. Im Februar 2017 wurden die beiden Hauptmaschinen eingebaut, im April 2017 wurde er erstmals zu Wasser gelassen. Am 18. Mai 2017 begannen die Erprobungsfahrten auf Unter- und Außenweser.
Der Kreuzer wurde am 9. Juni 2017 in Cuxhaven stationiert, wo er die Hermann Helms ablöste. Getauft wurde er am 10. Juni 2017 ebenda auf den Namen einer verstorbenen Förderin, die die Seenotretter in ihrem Nachlass bedacht hatte. Damit trägt erstmals ein Seenotkreuzer der DGzRS den Namen einer Frau. Taufpatin war die Schauspielerin Birge Schade. Das Tochterboot, welches den Baunamen TB 41 trug, wurde auf den Namen Mathias, dem Vornamen des Vaters der Förderin, getauft. Taufpatin dafür war die zwölfjährige Amelie Schleevoigt aus Göttingen.

### Hamburg

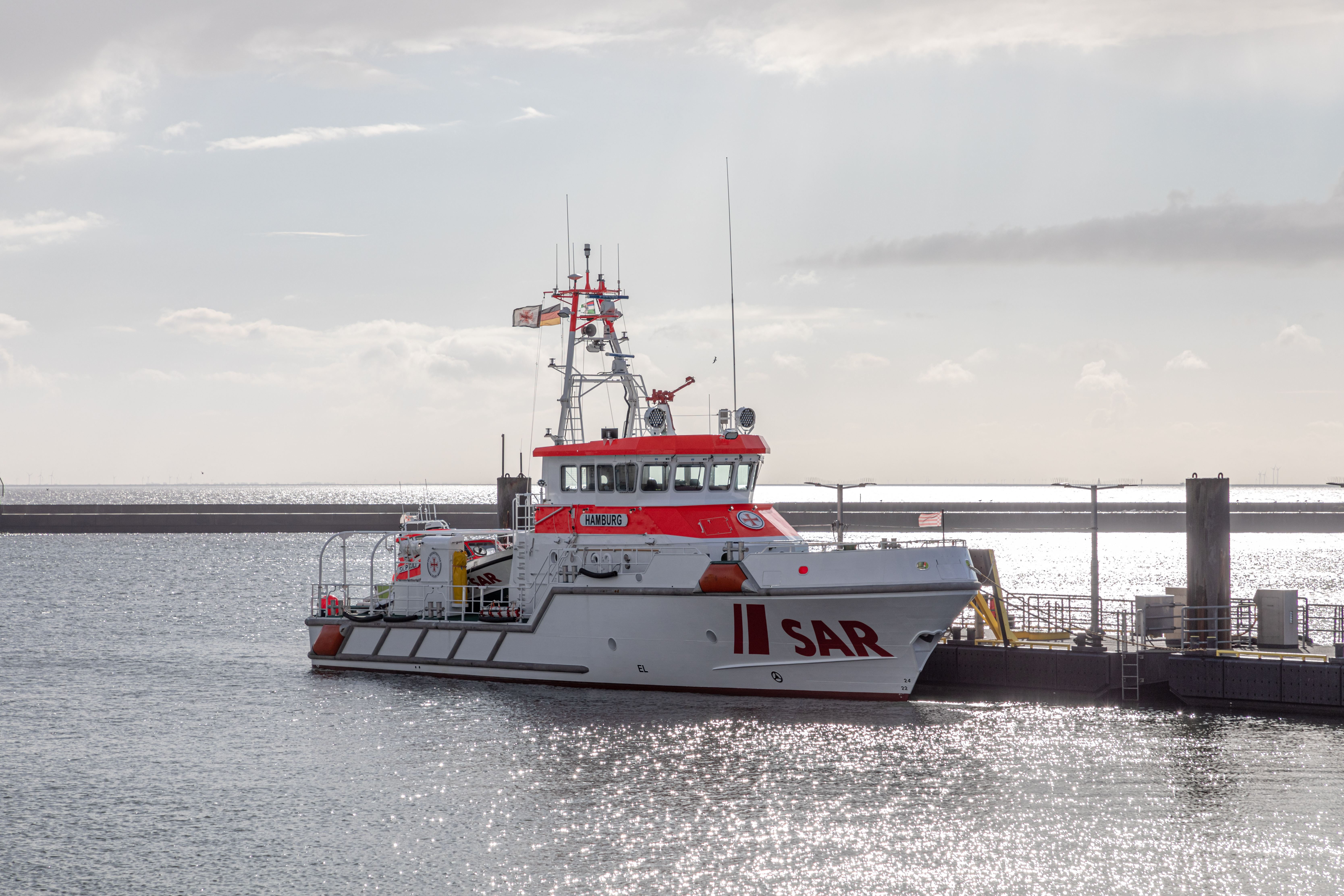
SK 40 Hamburg

Beim Kreuzer Hamburg (SK 40, Werft-Nummer 18/1/7080) hat die DGzRS den Namen auch bereits vor dem Bau bekanntgegeben, um möglichst viele Spender für die Finanzierung zu begeistern. Die Kiellegung fand daher am 30. März 2019 am Hamburger Jungfernstieg statt. Im August 2019 wurde der Rohbau fertiggestellt und auf der Weser von Bardenfleth nach Motzen verholt. Am 19. Februar 2020 wurde der Kreuzer zu Wasser gelassen. Im März 2020 fand die Erprobung auf der Weser und in der Nordsee statt. Mit dem Flaggenwechsel am 22. April 2020 wurde das Schiff bei der Fassmer-Werft übergeben. Am selben Tag lief der Kreuzer seine Einsatzstation Borkum an und löste dort die Alfried Krupp ab. Der erste Einsatz erfolgte bereits einen Tag später am 23. April 2020.
Die Taufe sollte ursprünglich am 19. April 2020 an der Hamburger Elbphilharmonie stattfinden, wurde aber wegen der Corona-Krise auf den 28. Juli 2020 zur DGzRS-Zentrale in Bremen verlegt. Das Tochterboot, das unter der internen Bezeichnung TB 44 gebaut wurde, bekam den Namen des Hamburger Stadtteils St. Pauli, welcher im Rahmen einer Internet-Abstimmung gewählt wurde. Taufpaten waren die Bootschafterin und Moderatorin Anke Harnack und Charlotte Haack, die Tochter eines Seenotretters. Zur Erinnerung an den im Dezember 2019 verstorbenen Hamburger Schauspieler und früheren Bootschafter Jan Fedder wurde sein Porträt auf dem Fahrstand des Kreuzers angebracht.
Die Hamburg ist bereits der vierte Kreuzer mit diesem Namen bei der DGzRS. Davor war es ein im Jahr 1960 gebauter Kreuzer aus der ersten Bauserie der Theodor-Heuss-Klasse. Während des Zweiten Weltkriegs trug ein 13 Meter langes Küstenrettungsboot der B-Serie diesen Namen. Das erste Motorrettungsboot Hamburg war 1926 gebaut worden und trug ab 1943 den Namen August Nebelthau.

### Felix Sand

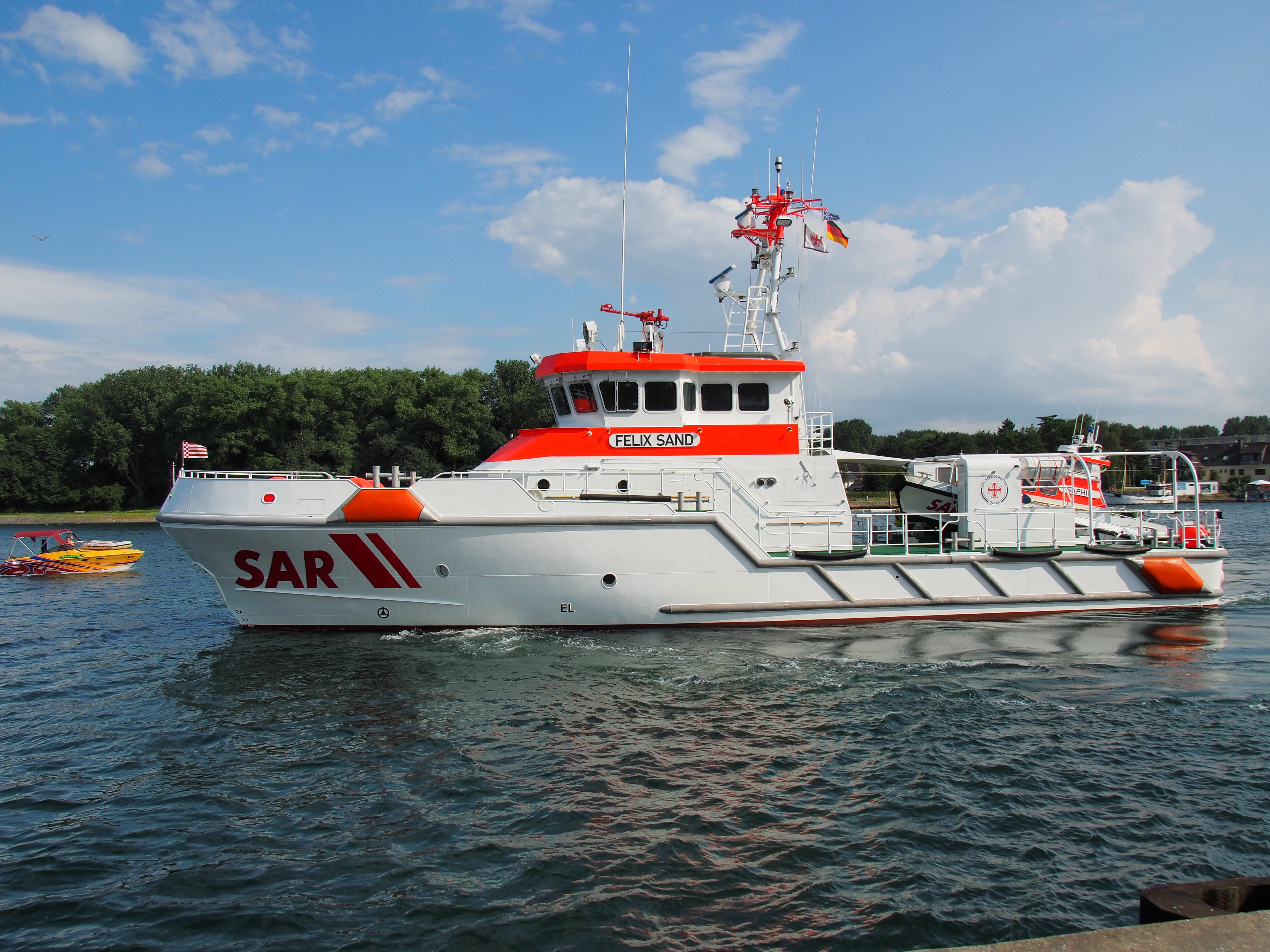
Die Felix Sand vor Travemünde

Der fünfte Kreuzer wurde als SK 41 im September 2019 auf Kiel gelegt (Baunummer 18/1/7090). Im Februar 2020 wurde der Rohbau auf der Weser von Bardenfleth nach Motzen verholt. Im Januar 2021 wurde der Kreuzer fertiggestellt und auf Weser und Außenweser erprobt. Er traf am 31. Januar 2021 auf der Station Grömitz ein und hat dort den Seenotkreuzer Hans Hackmack ersetzt. Der Kreuzer wurde am 28. August 2021 in Grömitz auf den Namen Felix Sand getauft. Damit würdigt die DGzRS Felix Sand, der mit seinem Nachlass maßgeblich den Bau des Kreuzers unterstützt hatte. Das Tochterboot trägt den Namen Saphir nach seiner Yacht.

### Nis Randers
Der sechste Kreuzer wurde als SK 42 am 12. März 2020 bei der Fassmer-Werft auf Kiel gelegt (Baunummer 19/1/7100). Das Tochterboot wurde unter der internen Bezeichnung TB 46 gebaut. Beide wurden im August 2021 fertiggestellt und sind seit dem 24. August 2021 auf der Station Darßer Ort stationiert. Dort hat der Kreuzer den Seenotkreuzer Theo Fischer abgelöst.
Im Oktober 2020 hatte die DGzRS schon vorab angekündigt, dass der Kreuzer nach dem Helden aus der Ballade von Otto Ernst benannt wird – so wie der frühere Kreuzer der 23,3-Meter-Klasse. Der Kreuzer wurde am 11. September 2021 auf der Fassmer-Werft in Berne getauft. Sein Tochterboot bekam den Namen Uwe, eine Person aus der Ballade Nis Randers.

## Tabelle der Stationierungen
| Seenotrettungskreuzer der 28-Meter-Klasse und ihre Stationierungen |                                |                     |                           |      |                                |                          |                      |
| Text auf grünem Hintergrund: aktives Boot auf Station              |                                |                     |                           |      |                                |                          |                      |
| Bau-Nr. – Name Rufzeichen                                          | Tochterboot                    | Rettungs- stationen | Stationierungen von - bis | Bild | Baudaten Jahr/Werft/Bau Nr.    | Taufe                    | Bemerkung – Verbleib |
| SK 35 ERNST MEIER-HEDDE Ruf: DBAQ                                  | TB 39 LOTTE Ruf: DG8548        | Amrum               | seit 06/2015              |      | Bj. 2015 Fassmer Nr. 13/1/1865 | 30. Mai 2015 Bremerhaven |                      |
| SK 36 BERLIN Ruf: DBAH                                             | TB 40 STEPPKE (II) Ruf: DD9678 | Laboe               | seit 02/2017              |      | Bj. 2016 Fassmer Nr. 13/1/1875 | 17. Dezember 2016 Bremen |                      |
| SK 37 ANNELIESE KRAMER Ruf: DBAM                                   | TB 41 MATHIAS Ruf: DD9679      | Cuxhaven            | seit 06/2017              |      | Bj. 2017 Fassmer Nr. 13/1/1885 | 10. Juni 2017 Cuxhaven   |                      |
| SK 40 HAMBURG Ruf: DBAU                                            | TB 44 ST. PAULI Ruf: DBAN      | Borkum              | seit 04/2020              |      | Bj. 2019 Fassmer Nr. 18/1/7080 | 28. Juli 2020 Bremen     |                      |
| SK 41 FELIX SAND Ruf: DBAA2                                        | TB 45 SAPHIR Ruf: DBAB2        | Grömitz             | seit 01/2021              |      | Bj. 2020 Fassmer Nr. 18/1/7090 | 28. August 2021 Grömitz  |                      |
| SK 42 NIS RANDERS Ruf: DBAE2                                       | TB 46 UWE Ruf: DABD2           | Darßer Ort          | seit 08/2021              |      | Bj. 2021 Fassmer Nr. 19/1/7100 | 11. September 2021 Berne |                      |
| Stand @ Oktober 2022                                               |                                |                     |                           |      |                                |                          |                      |